# Юрай (Алабама)
Юрай (англ. Uriah) — переписна місцевість (CDP) в США, в окрузі Монро штату Алабама. Населення — 263 особи (2020).

## Географія
Юрай розташований за координатами 31°18′27″ пн. ш. 87°29′57″ зх. д. / 31.30750° пн. ш. 87.49917° зх. д. (31.307365, -87.499213). За даними Бюро перепису населення США в 2010 році переписна місцевість мала площу 4,16 км², уся площа — суходіл.

## Демографія
Згідно з переписом 2010 року, у переписній місцевості мешкали 294 особи в 123 домогосподарствах у складі 88 родин. Густота населення становила 71 особа/км². Було 160 помешкань (38/км²).
Расовий склад населення:
| - 70,1 % — білих - 20,7 % — чорних або афроамериканців - 4,1 % — корінних американців - 0,3 % — азіатів |

До двох чи більше рас належало 4,8 %. Частка іспаномовних становила 2,0 % від усіх жителів.
За віковим діапазоном населення розподілялося таким чином: 21,1 % — особи молодші 18 років, 56,5 % — особи у віці 18—64 років, 22,4 % — особи у віці 65 років та старші. Медіана віку мешканця становила 43,8 року. На 100 осіб жіночої статі у переписній місцевості припадало 86,1 чоловіків; на 100 жінок у віці від 18 років та старших — 79,8 чоловіків також старших 18 років.
Середній дохід на одне домашнє господарство становив 26 265 доларів США (медіана — 23 421), а середній дохід на одну сім'ю — 24 829 доларів (медіана — 22 961). За межею бідності перебувало 14,7 % осіб, у тому числі 61,5 % дітей у віці до 18 років та 27,8 % осіб у віці 65 років та старших.
Цивільне працевлаштоване населення становило 48 осіб. Основні галузі зайнятості: мистецтво, розваги та відпочинок — 41,7 %, транспорт — 33,3 %, освіта, охорона здоров'я та соціальна допомога — 10,4 %.